# Hiromasa Takano
Pour les articles homonymes, voir Takano.
Hiromasa Takano (1900-1987), Meijin 10e Dan Kendo (居合道), est un des membres fondateurs de la prestigieuse Kokusai Budoin.